# BE YOURSELF (ラジオ番組)
『BE YOURSELF』（ビー・ユアセルフ）は、2005年1月から2009年4月1日まで文化放送で放送していたラジオ番組。声優の高橋広樹がパーソナリティを務めた。開始当初の放送時間は日曜23:30 - 24:00であったが、水曜25:30 - 26:00に移動している。またBSQR489や超!A&G+でも放送された。

## 番組概要
ラジオパーソナリティの高橋広樹が「素の自分」でリスナーとがっぷり向き合い、聴いている人を明日も「頑張るぞ!」という気分にさせてくれるようなトーク番組をモットーにしていた。その一つとして、必ず番組の冒頭で高橋広樹がBE YOURSELFで終わるポエムを読み上げてから番組が始まるのが特徴であった（このポエムの全容は現在でもホームページで確認可能）。また、この番組は一部の放送回を除き提供が専門学校のヒューマンアカデミーのみであり、声優志望の同校に在籍する学生がアシスタントとして番組内のコーナーに出演するなど、従来のトーク番組とは異なる一面を持っていた番組と言える。アシスタントは番組当初は2人であったが男女計5人で構成されていた時期が長い。なお、アシスタントは1年ごと卒業して交代し名称が付いていたこともある。

## 放送時間
文化放送
- 日曜 23:30 - 24:00（2005年1月2日 - 4月3日）
- 水曜 25:30 - 26:00（2005年4月6日 - 2009年4月1日）

BSQR489
- 木曜 20:00 - 20:30（2005年1月2日 - 2005年3月）

超!A&G+
- 本放送
  - 木曜 20:30 - 21:00（2007年9月6日 - 2008年4月3日）
  - 木曜 23:00 - 23:30（2008年4月10日 - 2009年4月9日）
- リピート放送
  - 金曜 10:30 - 11:00（2007年9月7日 - 2008年4月4日）
  - 金曜 13:00 - 13:30（2008年4月11日 - 2009年4月3日）[1]

## パーソナリティ
- 高橋広樹

## アシスタント
初代 名称無し 2005年1月 - 3月
岡嶋幸治、米山聡美
2代目 ヒューマン☆ファイブ 1期生（桜丘青春調査隊）2005年5月 - 2006年3月
山田陽大、湊彩乃、大岸優、内田薫里、井上仁美
3代目 ヒューマン☆ファイブ 2期生 2006年4月 - 2007年3月
茂内春菜、吉田沙織、岡部美喜、伊藤翼、牧野匡記
4代目 Sun% 2007年4月 - 2008年3月
波田野由衣、大坂真璃子、伊藤慧
5代目 名称無し 2008年4月 - 2009年3月
稲垣佑基、下山田綾華、諸岡みなみ、木下彩、大野穂高
計20人

## コーナー
解決!TRYアングル
番組のアシスタントが会話形式で相談内容に勝手に答えるコーナー。
救命病棟24時45分頃
ドクター高橋が悩めるリスナーをアドバイスと曲の処方箋で癒すコーナー。
リサーチのたかはし
2006年8月9日放送分から浜松町にオープンした探偵事務所という名目で始まったコーナー。事務所の社訓は『インターネットが教えてくれないこと、リサーチのたかはしが教えます!』であり、リスナーからの様々な調査依頼に答えるとなっていた。しかし依頼内容はセリフに関するものが圧倒的に多く、後にコーナー名を「BE YOUR セリフ」に変更した。
ヒューマンファイト
ヒューマンファイブから毎回2人が出演し、1対1で勝負をする。勝ち抜き戦なので、勝ち続けるとず〜っと出演できるというコーナー。
せきらら青春白書
桜丘青春調査隊がヒューマンアカデミーの生徒たちにアンケートを行い、流行っていることや考えていることの調査および発表をするコーナー。
ヒロキです…
お笑い芸人のヒロシのネタをリスペクトして、「男の中の男ネタ」を読むコーナー。
ヒロキゼミナ〜ル（2007年度）
高橋が先生となって、アシスタントの3人に役者・声優について色々レクチャーしていこうというコーナー。
声優業界への質問・疑問やアシスタントの3人に挑戦して欲しいことを募集した。
どっちでもいいでSHOW!
どっちでもいいようなお題を熱く語ってみるコーナー。リスナーからお題を募集した。
BE YOUR セリフ
リサーチのたかはしのセリフに関する調査依頼に特化したコーナー。
Theater egg!!（2007年度）
高橋と声優の卵であるアシスタントのSun%が送るドラマコーナー。リスナーのエピソードやお願い、妄想などをドラマにして届けた。
ビーコミー
「BE YOURSELFのみんなでコミュニティーの輪を作って広げていこうじゃないか」の略。リスナーからの投稿感覚の意見や話題に対して語る。
そこそこ真剣!しゃべれば?
トーク力を鍛えるために、リスナーから寄せられたテーマでトークバトルに挑戦。挑戦して欲しいテーマ・お題をリスナーから送ってもらい、そこそこ真剣に討論した。
ドリームスタジオ
リスナーから言って欲しいセリフを募集し、そのセリフを元にラジオドラマを作って、アシスタントと高橋が演じた。
理想のセリフを言わせたいというリスナーの夢を叶えながら、アシスタントの演技力も鍛えるという夢いっぱいのコーナー。
ベストカップルを決めよう!
アシスタントが3月に行う卒業公演の出演者は男女1人ずつになるため、このコーナーでベストなカップリングを探るべく、総当たり戦でアシスタントに色んなことを挑戦させて2人を決定した。
ほんのりハピネス
公開録音でも行った名物コーナー。日常のちょっとした幸せを教えてもらうコーナー。
今週のおまじない
リスナーのまわりで流行っているおまじないを教えてもらうコーナー。
U-1グランプリ
リスナーから寄せられた世の中の素朴な疑問、答えて欲しいウンチク、質問に対して高橋が何でも答えるコーナー。
メイちゃんのつぶやき
高橋の愛するペット、フェレットのメイちゃんが日常でつぶやいてそうなことを、リスナーに送ってもらい発表するコーナー。
B級グルメのコーナー
たまごかけご飯の次に来るB級グルメを募集するコーナーだったが、「どうやったら叙々苑でロケをできるのか?」という意見が出るなどして、叙々苑に関する話題が中心となっていった。ちなみにコーナー冒頭で流れた「たまごかけごはんの唄」の作曲は高橋であり、自らが卵かけご飯の愛好家である旨がよく表れている。この曲はラジオCD「高橋広樹のBE YOURSELF」SPECIALに収録されている。
BBB
BE YOURSELF・BEST・BALANCE の略。あらゆる物事の「ベストバランス」を決めてみようというコーナー。リスナーの自分基準が正しいかどうか判定した。

## テーマ曲
オープニング
- 「BE YOURSELF」
作詞 - 池田森 / 作曲 - 高橋広樹 / 歌 - 高橋広樹

エンディング
- 「まだ見ぬ先へ」
作詞 - 村野直球 / 作曲 - 高橋広樹 / 歌 - 高橋広樹
- 「負けない瞳」
作詞 - 黎香 / 作曲 - 西岡和哉 / 歌 - 高橋広樹 with ヒューマン☆ファイブ